# Kobzarivka, Svitlovodsk
Kobzarivka (în ucraineană Кобзарівка) este un sat în comuna Hrîhorivka din raionul Svitlovodsk, regiunea Kirovohrad, Ucraina.

## Demografie
Componența lingvistică a localității Kobzarivka
     Ucraineană (90,48%)
     Rusă (8,73%)
Conform recensământului din 2001, majoritatea populației localității Kobzarivka era vorbitoare de ucraineană (90,48%), existând în minoritate și vorbitori de rusă (8,73%).